# Anomoxena spinigera
Anomoxena spinigera är en fjärilsart som beskrevs av Edward Meyrick 1917. Anomoxena spinigera ingår i släktet Anomoxena och familjen stävmalar. Inga underarter finns listade i Catalogue of Life.